# Пашков, Андрей Иванович
Андре́й Ива́нович Пашко́в (21 марта (1 апреля) 1792 — 5 февраля 1850, Санкт-Петербург) — генерал-майор, участник Отечественной войны 1812 года, певец-любитель из рода Пашковых.

## Биография
Родился в Москве в многочисленной семье отставного подполковника Ивана Александровича Пашкова (1758—1828) и Евдокии Николаевны, урожд. Яфимович (1770—1838). Крещен 25 марта 1792 года в церкви Успения Пресвятой Богородицы на Покровке при восприемстве деда А. И. Пашкова и М. И. Алфимовой. Через своих сестёр Дарью (1790—1817) и Варвару (1793—1816) приходился дядей Евдокии Ростопчиной и Петру Долгорукову. Кузен А. В. и М. В. Пашковых.
Образование получил дома. На службу поступил в 1807 году пятидесятником в Московскую милицию. 10 марта 1810 года поступил юнкером в Кавалергардский полк. 2 января 1811 года произведён в эстандарт-юнкера, 20 ноября 1811 года в корнеты, с 1813 года — поручик, с 30 ноября 1814 года — полковой адъютант. 16 января 1816 года произведён в штабс-ротмистры и 2 марта того же года назначен адъютантом к Ф. П. Уварову. 22 июня 1817 года переведён в Лейб-гвардии Гусарский полк и произведён в ротмистры, в 1819 году в полковники. 27 февраля 1826 года уволен в отставку «по домашним делам и семейному разделу» с чином генерал-майора.
Принимал участие в Отечественной войне. Участвовал в 14 сражениях, среди которых сражение под Бородиным, где был контужен ядром в спину, под Бауцене, под Кульмом, при Фер-Шампенуазe.
22 августа 1826 года по случаю коронации императора Николая I был пожалован придворным званием «в должности егермейстера».
Обладая неуживчивым нравом, он вскоре не поладил с обер-егермейстером Нарышкиным, на которого подал донос, не оправдавшийся при следствии, что вынудило его уйти в отставку.
Кроме того, владея нераздельно вместе с двумя братьями и матерью отцовским состоянием, он при дележе наследства затеял с ними процесс. Мать вместе с двумя сыновьями подала жалобу на него императору Николаю; но наследство всё-таки не было поделено, а после смерти матери вражда между братьями достигла такого накала, что в 1840 году это дело вторично дошло до Государственного совета, который, видя, что помирить братьев нет никакой возможности, принял спорное имение в опеку с устранением всех трех братьев от управления им. Кроме этого, Андрей Иванович вёл множество других процессов, в том числе о меднорудных заводах на Урале, которые он проиграл, несмотря на свои личные связи и родственников жены, урождённой графини Моден.
Пашков много занимался музыкой, принимал участие в концертах в качестве певца-любителя, состоял с 1835 года почётным членом Санкт-Петербургского филармонического общества .
Кроме того, Андрей Иванович был человек, по словам М. А. Корфа, «стяжавший себе большую известность своими магнетическими лечениями». Увлекшись в сороковых годах явлениями магнетизма, который в то время стал популярен в Российской империи, Андрей Иванович с 1843 года начал им заниматься и исцелять больных; в числе которых была престарелая Екатерина Александровна Висковатова, урождённая Корсакова, которая после 12 сеансов стала ходить и, несмотря на преклонный возраст, совершенно выздоровела и даже пережила самого Пашкова. В 1843 же году Андрей Иванович исцелил нервнобольную девицу Чекину; журнал её лечения хранился в семействе Пашковых, а отец её напечатал в журнале «Русский инвалид» № 256 письмо об исцелении своей дочери. В том же году Пашков вылечил армянского патриарха Нарсеса, которого разбил паралич. При помощи советов и предписаний Е. А. Висковатовой он в течение 6 недель восстановил силы патриарха до такой степени, что он смог действовать разбитой параличом стороной. После трёх этих случаев удачного лечения Андрей Иванович приобрел большую практику, которую не оставлял до своей смерти. В одном из писем Н. Греч сообщал об «одиннадцатилетней девочке, страдавшей два года лишением ног и вылеченной магнетизмом Пашкова».
Андрей Иванович Пашков скончался в Санкт-Петербурге, был похоронен в Сергиевой Приморской пустыни рядом со второй женой Аделаидой Гавриловной.

## Браки и дети

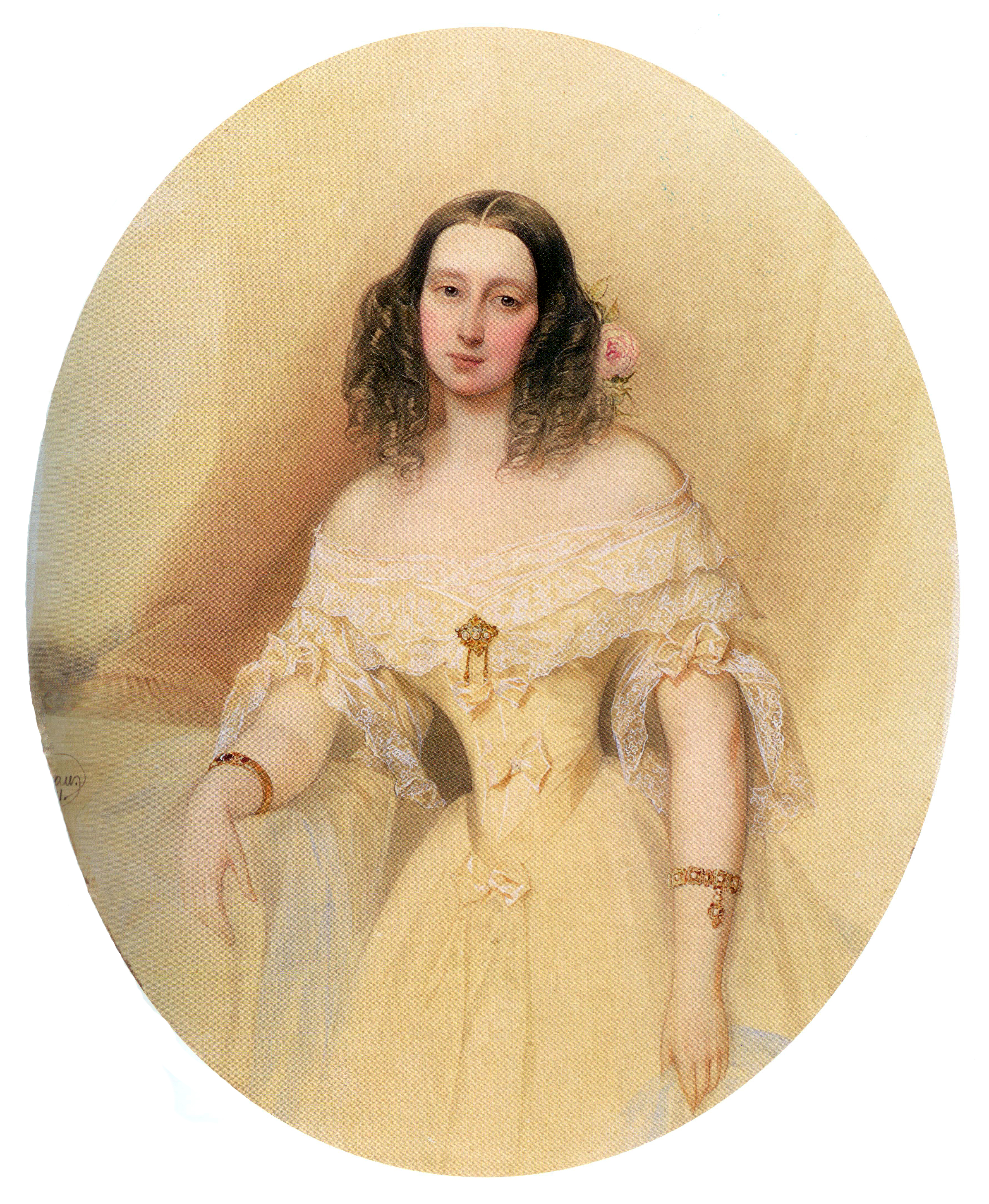
Евдокия Андреевна, дочь

Андрей Иванович Пашков был женат дважды:
1. жена (с 1819) — графиня Екатерина Дмитриевна Зубова (25.02.1801—27.04.1821), дочь графа Дмитрия Александровича Зубова и княжны Прасковьи Александровны Вяземской. Умерла от родильной горячки. Одна из современниц писала, что родив благополучно, на третий день после родов Пашковой представилось, что она должна умереть так же как её кузина Елена Апраксина. С ней начались судороги и её нельзя было спасти[9]. Похоронена в Сергиевой пустыни в Зубовской церкви.
  - Евдокия (13.04.1821—23.09.1894) — замужем за дипломатом Александром Борисовичем Рихтером.
2. жена (с 20 апреля 1824 года) — графиня Аделаида Гавриловна Моден (29.09.1802[10]—08.05.1844), фрейлина двора, дочь графа Гавриила Карловича де Реймонд-Модена (1774—1833) и Елизаветы Николаевны Салтыковой (1773—1852), внучки знаменитой Салтычихи. Венчание было в Петербурге в церкви Александра Невского в Аничковском дворце. По отзывам современницы, Пашкова была милая, приятная, естественная и доброжелательная дама[11]. Состояла почетным членом Санкт-Петербургского филармонического общества. Дети:
  - Александра (05.07.1825[12]—08.02.1905) — крещена 5 августа 1825 года в церкви Аничковского дворца при восприемстве Александра I и великой княгини Александры Фёдоровны; фрейлина.
  - Дмитрий (12.04.1826—15.11.1833)[13]

## Награды
- Орден Св. Владимира 4-й ст. с бантом
- Орден Св. Анны 4-й ст. «За храбрость»
- Орден Св. Анны 2-й ст. с алмазами
- Золотое оружие «За храбрость»
- Pour le Mérite (Пруссия)
- Серебряная медаль в память Отечественной войны 1812 года

### Комментарии
1. ↑  В семье росли сыновья Егор (1795—1860),  с 1832 генерал-майор в отставке, Николай (1800—1873), певец-любитель и композитор,  Сергей (1801—1883), отставной поручик; и  дочери  Дарья, в замужестве Сушкова (1790—1817), Мария, в замужестве Хвостова (1791—1862), Варвара, замужестве Долгорукова (1793—1816), Александра (1798—1871), фрейлина.